# 상하이 유혹
상하이 유혹(Shanghai Surprise)은 영국에서 제작된 짐 고다르 감독의 1986년 모험, 범죄, 드라마, 멜로/로맨스 영화이다. 숀 펜 등이 주연으로 출연하였고 존 콘 등이 제작에 참여하였다.

## 출연

### 주연
- 숀 펜
- 마돈나

### 조연
- 폴 프리먼
- 리차드 그리피스
- 필립 세이어
- 클라이드 쿠사추

## 제작진
- 원작자: 토니 켄릭
- 공동제작: 로빈 두에
- 협력프로듀서: 사라 로밀리
- 미술: 피터 멀린스
- 의상: 주디 무어크로프트
- 배역: 주디 데니스
- 배역: 앤 필든
- 배역: 팻 파오